# Faustino Díaz
Faustino Díaz (Oaxaca) es un trombonista, promotor de la música de concierto, contemporánea y la música regional mexicana, arreglista, director de orquesta y compositor, quien también se ha presentado como ejecutante de trompeta y tuba. En agosto de 2013 se convirtió en el primer trombonista latinoamericano en ganar el Concurso Internacional de Trombón en Jeju, Corea del Sur.
Sus recitales se han presentado en Estados Unidos, Holanda, Alemania, Bélgica, Italia, España, Francia, y ha realizado giras por México como solista.

## Biografía
Faustino proviene de una familia de músicos que radican en el pueblo San Lorenzo Cacaotepec, Etla. Comenzó a tocar el  trombón los 14 años con la Dinastía Díaz la banda de su familia, para después ganar la audición para pertenecer a la Orquesta Primavera de Oaxaca. de la mano de su primer maestro, su padre. Rodolfo Díaz
A los 15 años, entró a estudiar en el Conservatorio Nacional de Música de México, con el profesor Benjamín Alarcón. Durante su estancia en dicho Conservatorio, ganó tres veces el primer lugar en el Concurso de Alientos de Metal que organiza esa institución. Asimismo, obtuvo con éxito el lugar de trombón principal en las audiciones de la Orquesta Filarmónica de Acapulco, la Orquesta Sinfónica de la Universidad Autónoma del Estado de Hidalgo, la Orquesta Sinfónica del Estado de Puebla, la Orquesta Filarmónica de la UNAM y la Orquesta Filarmónica de la Ciudad de México.
En 2007 hizo la audición para entrar a Conservatorio de Róterdam (Codarts) en los Países Bajos, con Jörgen Van Rijen, al cual ingresó y estuvo durante un año, para luego volver a México al ganar la plaza de trombón en la filarmónica de Ciudad de México.
A los 29 años de edad se fue a vivir a Europa para prepararse para concursar a nivel internacional. En agosto de 2013 ganó el Concurso Internacional de Trombón en Corea del Sur. En febrero de 2014, también se convirtió en el primer trombonista latinoamericano en ganar una audición para una orquesta europea de élite, al ganar el Concurso Internacional de Trombón de la Orquesta Filarmónica de Budapest. Enseguida ganó el Concurso Internacional de Trombón de la Ópera de Zúrich y, luego, de regreso en Corea del Sur, fue nombrado trombonista principal de la Daegu Symphony Orchestra.

## Estrenos relevantes
En 2009 estrenó como solista con el Conjunto Instrumenta, dirigido por José Luis Castillo, el Concierto para trombón y orquesta de cámara de Alex Jiménez Ruanova, como parte de la clausura del festival Oaxaca Instrumenta Verano en el Teatro Macedonio Alcalá de Oaxaca. en 2015 el concierto Para Tuba de Victor rasgado, En 2018 la sinfónica concertante para trombón tuba y trompeta de David Hernández, En 2024 El triple concierto para tuba trombón y trompeta y banda sinfúnica de Jorge Arturo Castillo en Canadá, El concertino para tuba y orquesta de Abraham Barrera y el conciertino para trombón y ensamble de cámara de Ángel Gómez entre muchos otros estrenos más. 
En 2015 recibió el encargo nacional de crear una obra para banda sinfónica, que se estrenó en el Festival Internacional Cervantino. Ese mismo año interpretó el estreno del Concierto para tuba y orquesta (2015) de Víctor Rasgado, bajo la dirección de Christian Gohmer con la Orquesta Sinfónica de Oaxaca, en el marco del Festival Eduardo Mata.
Actualmente es director artístico de la Orquesta Sinfónica de Campeche, después de pertenecer a la Orquesta Sinfónica del Estado de México en Toluca, con la que estrenó una obra de Ángel Gómez Ramos, profesor de la UAEMEX, cuya composición obtuvo el primer lugar en el Concurso Internacional de Composición de Portugal.
En 2023 presentó la versión revisada del Concierto para trombón y orquesta del compositor jalisciense Gabriel Pareyón con la Orquesta Filarmónica de Jalisco bajo la dirección de su titular, José Luis Castillo.